# Cantonul Montargis
Cantonul Montargis este un canton din arondismentul Montargis, departamentul Loiret, regiunea Centru, Franța.

## Comune
- Montargis